# Škoda 120 S
Škoda 120 S (typ 728) byl soutěžní speciál, vyráběný československou automobilkou AZNP v letech 1971–1974. Tříprostorová karoserie automobilu vycházela z modelu 100/110, ale změnila se pohonná jednotka i systém chlazení. Pro účely homologace mělo vzniknout tisíc kusů do běžného provozu, které měla používat Veřejná bezpečnost. Soutežní verze nesla označení Škoda 120 S Rallye.

## Motor

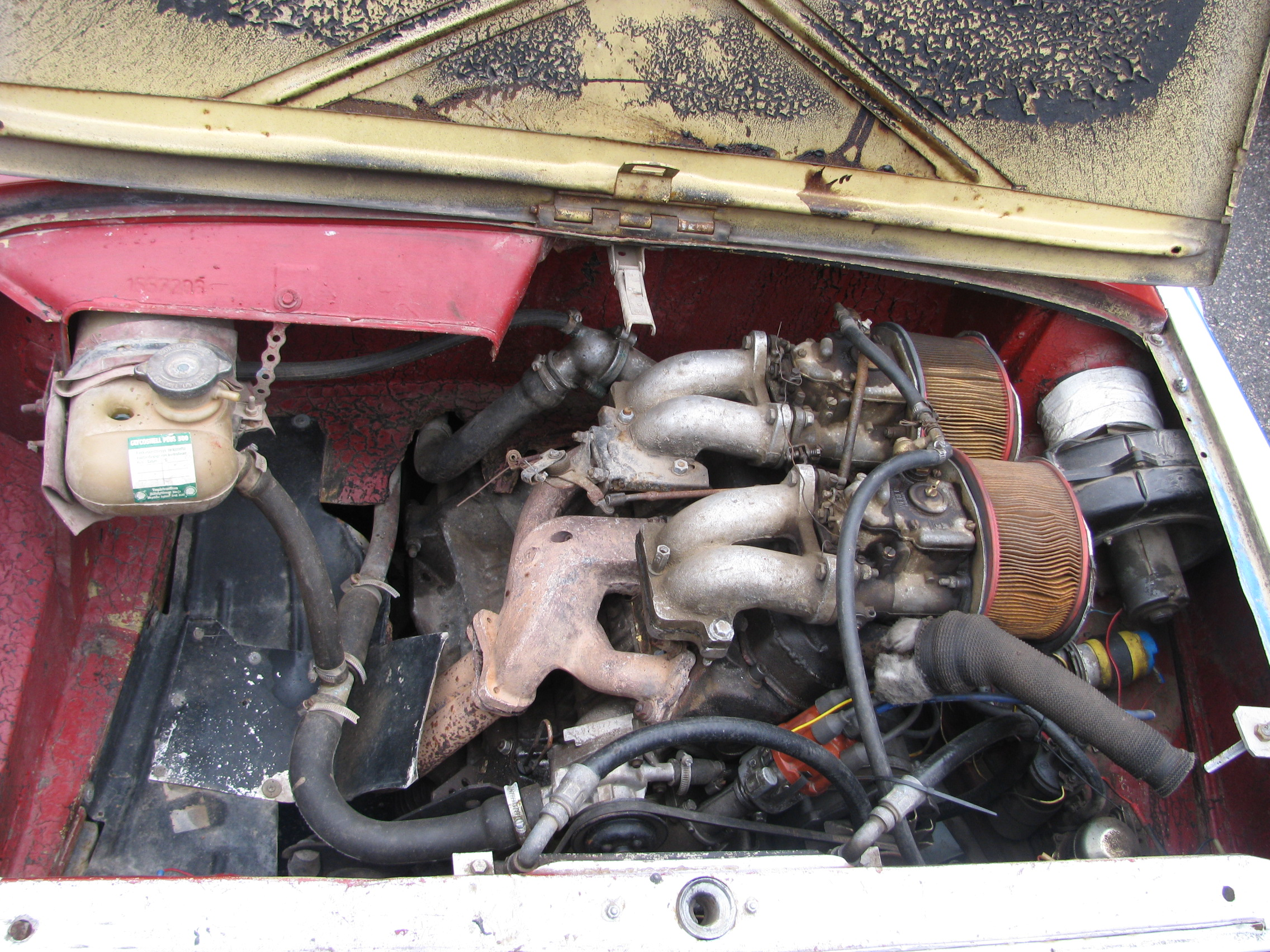
Motor repliky Škoda 120 S

Na začátku 70. let byla zrušena třída pro automobily s motorem do objemu do 1150 cm³, FIA ji nahradila nově vypsanou třídu do 1300 cm³.
V AZNP na změny reagovali použitím nového agregátu z připravované typové řady 742. Řadový atmosférický čtyřválec měl objem 1173 cm³. Kliková hřídel s litinovými víky ložisek měla zdvih 72 milimetrů. Kliková hřídel i ojnice byly lépe vyvážené a válce měly osmikanálové hlavy.
V základu byl agregát zkombinován s karburátorem Jikov 32 DDSR. Při kompresním poměru 9,4:1 produkovala pohonná jednotka maximální výkon 64 koní při 5250 otáčkách/min. a nejvyššího točivého momentu 89 Nm dosahovala při 4000 otáčkách/min. Automobil s hmotností 795 kg akceleroval z 0 na 100 km/h za 16,4 s. Maximální rychlost byla 150 km/h.
Závodní speciál Škoda 120 S Rallye s dvěma dvojitými karburátory Weber 40 DCOE 2 s kompresním poměrem 10,8:1 dosahovala 84 koní při 6500 otáčkách/min. Zrychlení z 0 na 100 bylo kratší o 2,2 s.
Škoda 120 S Rallye v továrním provedení pro skupinu 2 kategorie A byla ještě ostřejší. Díky vrtání zvětšenému ze 72 na 75,8 milimetru se mohl objem válců zvednout na 1299 cm³, tedy těsně k pravidly dovolené hranici. Pro tuto verzi bylo použito mazání se suchou klikovou skříní, upravené sací kanály hlav válců, lepší zapalování Lucas, jiná vačka měnící časování ventilového rozvodu a upravené výfukové potrubí. Nejvyšší verze Škoda 120 S Rallye tak měla výkon 120 koní při 7000 otáčkách/min. a nejvyšší točivý moment 127 Nm při 5000 otáčkách/min. Automobil zrychlil z 0 na 100 km/h za 10,4 s. V závislosti na použitém převodu mohla maximální rychlost dosahovat až 200 km/h.

## Karoserie a chlazení
Důležitou a na první pohled viditelnou změnou oproti modelům 100/110 byla změna umístění chladiče.
Modely 100/110 měly motor i chladič umístěný vzadu. Při závodech toto řešení nestačilo chladit výkonnější motor. Na československých soutěžích se u těchto modelů používal náporový chladič umístěný nad, nebo pod předním nárazníkem.
Chladič modelu 120 S byl přemístěn do zavazadlového prostoru, za přední čelo karoserie, do kterého byla vyříznuta nasávací mřížka. Vzduch procházející skrz nasávací mřížku, usměrňovací kanál a výdechy v kapotě vytvářel komínový efekt. Modifikované chlazení nepotřebovalo již žádný přídavný ventilátor, zároveň se zvýšilo zatížení přední nápravy a došlo k zlepšení jízdních vlastností.
Modely z homologační série byly vybaveny standardními nárazníky s integrovanými blinkry a od modelů 100/110 se zvenčí lišily jen nasávací mřížkou v přídi a výdechy v kapotě. Závodní verze nárazníky neměly a blinkry byly umístěny přímo do výřezů pod hlavními světlomety.

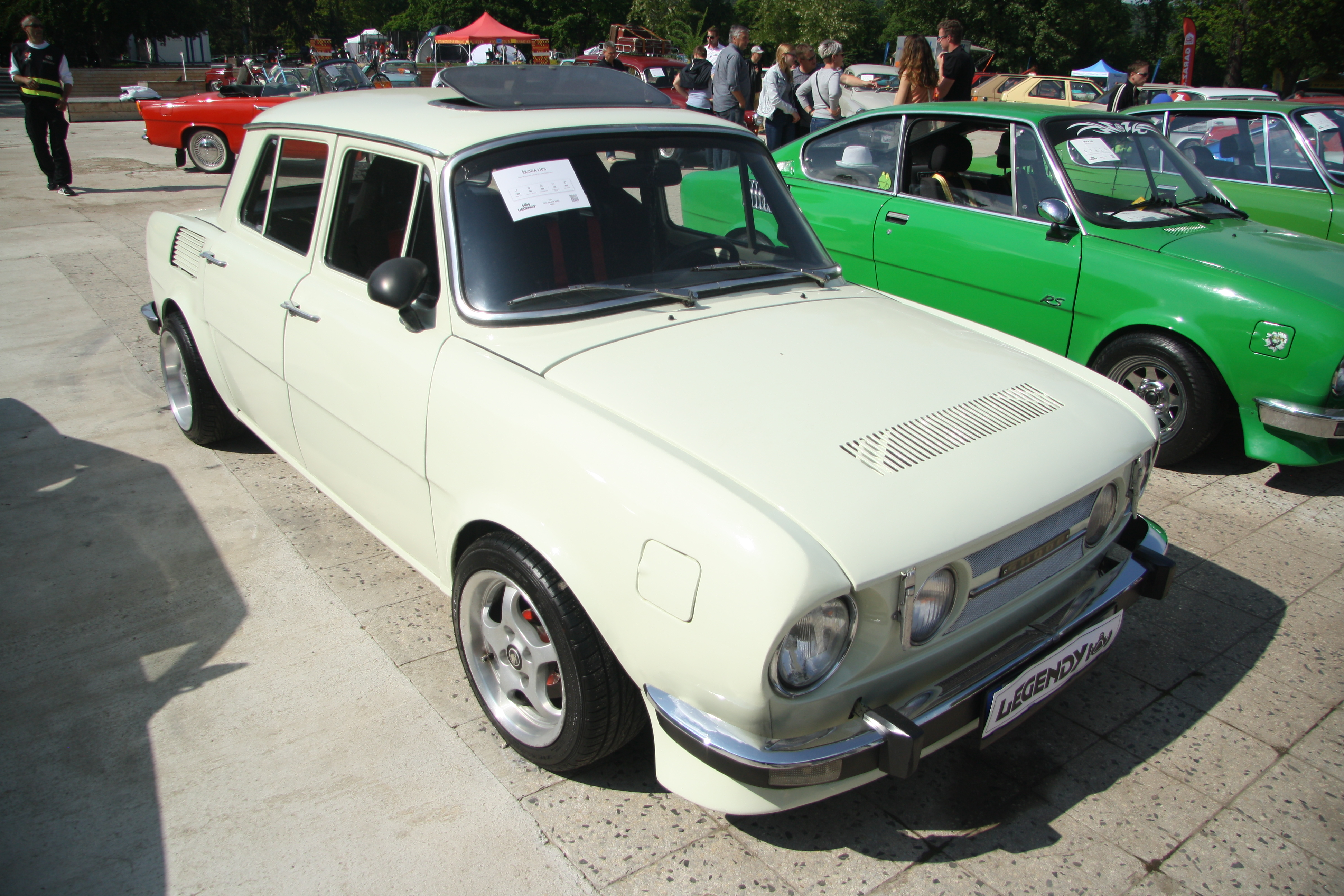
Škoda 120 upravená do běžného provozu
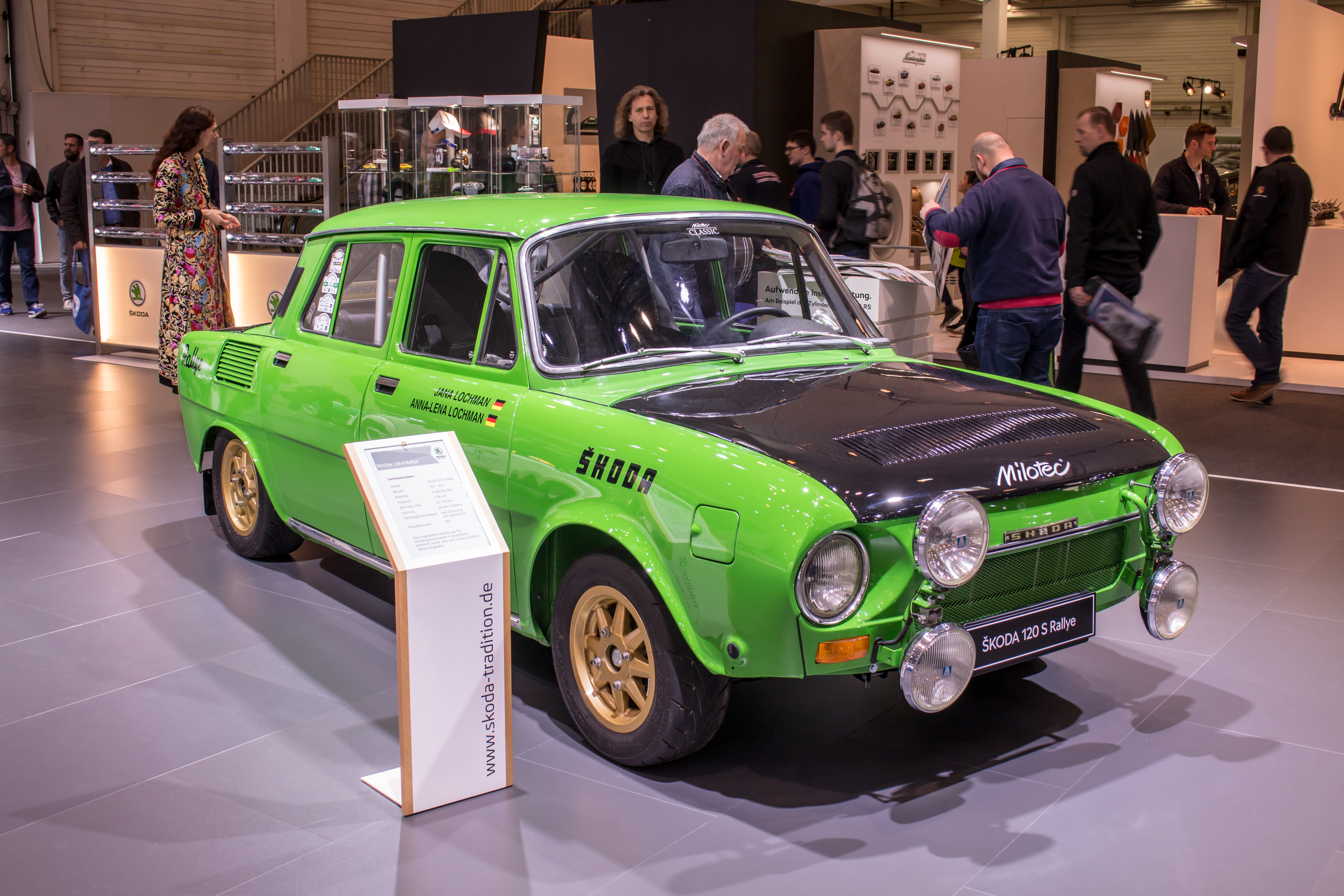
Škoda 120 S Rallye, Techno Classica 2018
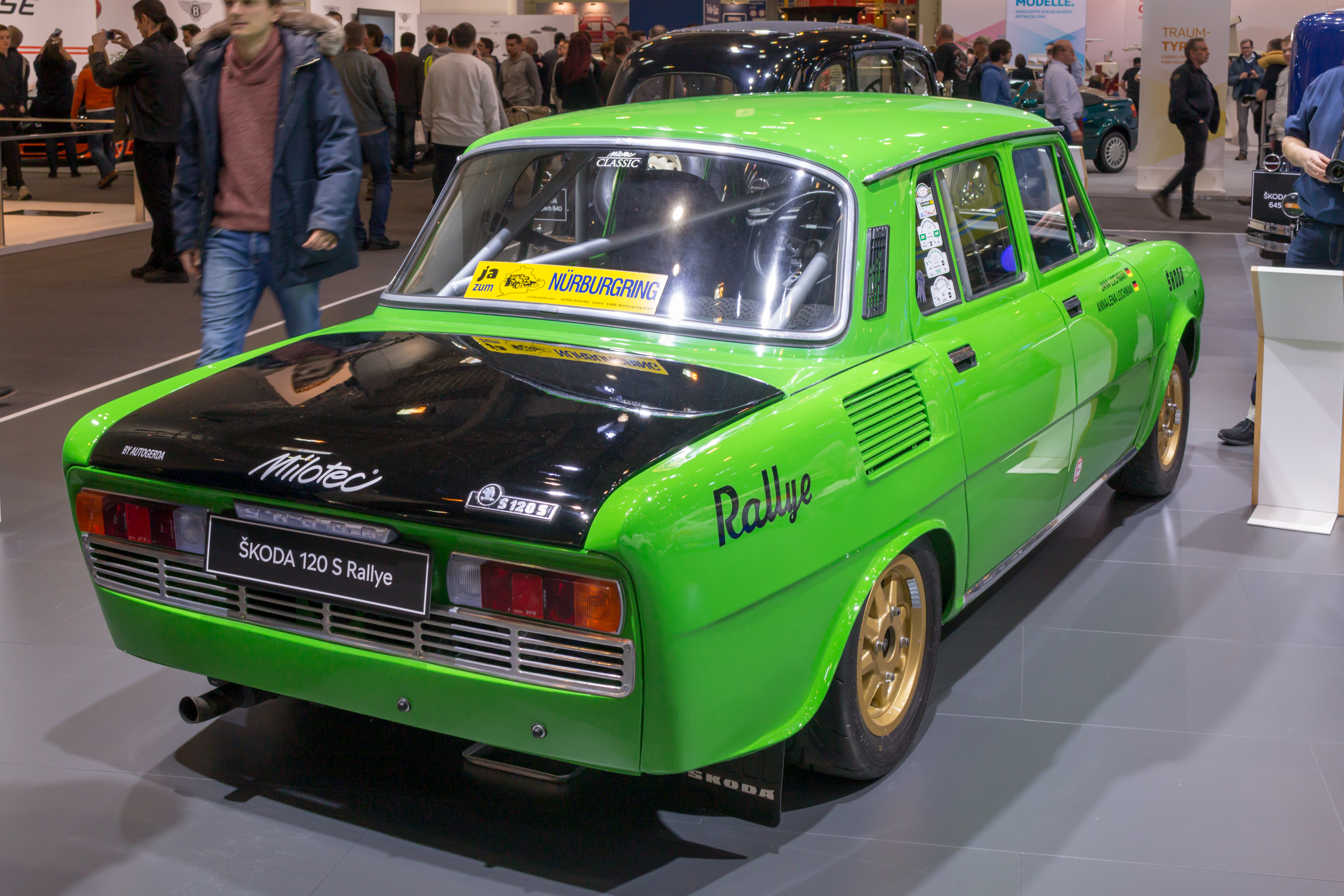
Škoda 120 S Rallye, Techno Classica 2018
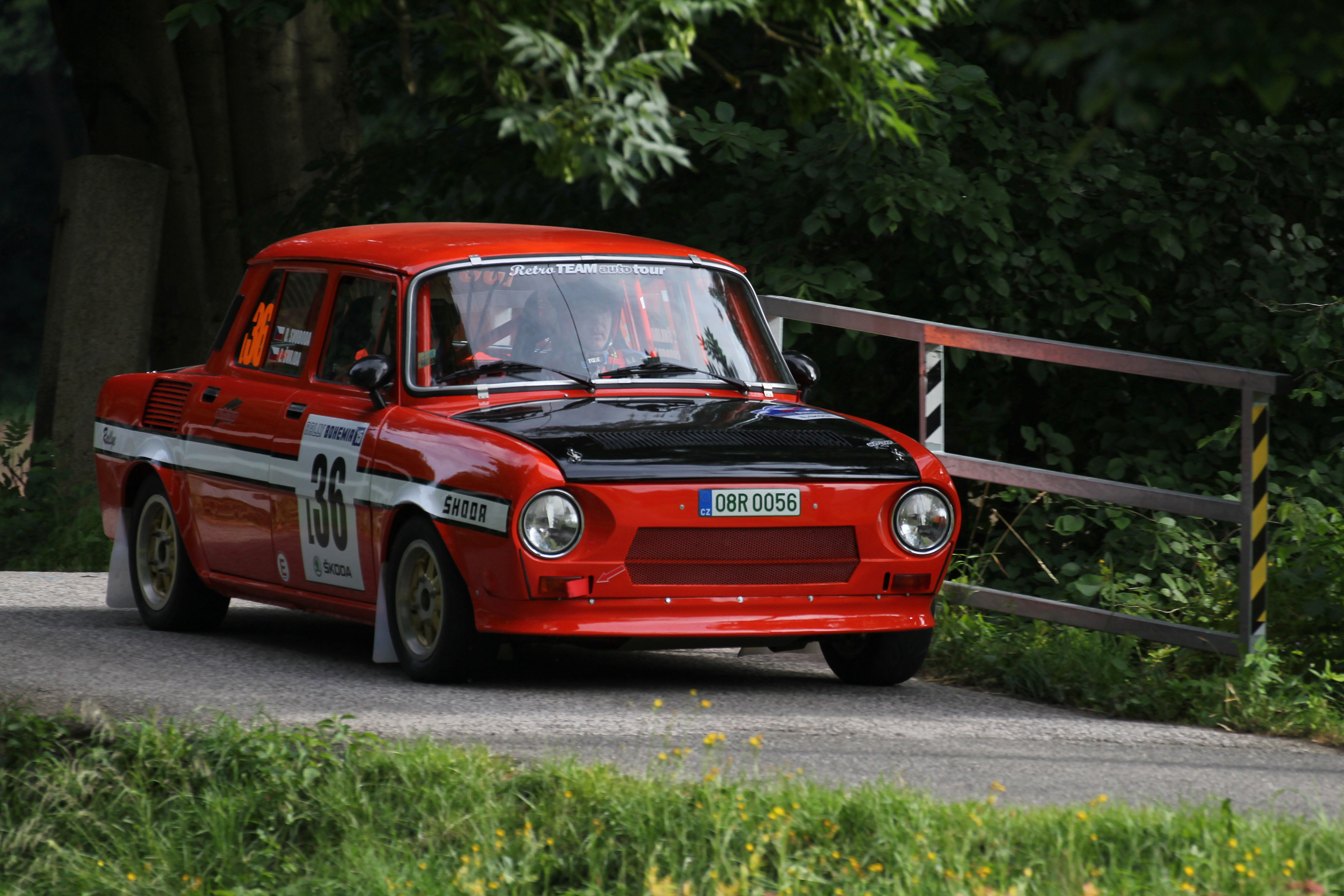
Škoda 120 S Rallye v tovární červené, Rally Bohemia Legend 2015

## Sportovní výsledky
Norský jezdec John Haugland se Škodou 120 S se umístil při Švédské rallye 1975 na sedmém místě v absolutním pořadí, dosáhl tak do té doby nejlepšího výsledku značky Škoda při soutěži Mistrovství světa.